# 三浦わたる
三浦 わたる（みうら わたる、1965年6月1日- ）は、日本の演歌歌手。本名は三浦 亘（読み同じ ）。

## 人物
物心ついた頃から歌手を夢みていたが、一度は地元の企業に就職。その後、歌手への夢をあきらめきれず、NHKのど自慢合格等カラオケ大会に出場後、みちのく歌謡文化連盟の会長・白岩英也の紹介で、平成11年4月、作曲家叶弦大の内弟子となる。
6年間の内弟子後、平成17年6月22日、バップより「北の夕焼け」でデビュー。

## ディスコグラフィ

### シングル
- 1〜6：バップ、7〜：フリーボード。

| # | 発売日          | 曲順 | タイトル               | 作詞         | 作曲       | 編曲       | 規格品番   |
| - | --------------- | ---- | ---------------------- | ------------ | ---------- | ---------- | ---------- |
| 1 | 2005年 6月22日  | 01   | 北の夕焼け             | 月光寺照行   | 叶弦大     | 川端マモル | VPCA-82961 |
| 1 | 2005年 6月22日  | 02   | 酒場海峡               | 江川勇美     | 森幸生     | 川端マモル | VPCA-82961 |
| 2 | 2008年 11月21日 | 01   | 羽越本線               | 月光寺照行   | 森幸生     | 南郷達也   | VPCA-82530 |
| 2 | 2008年 11月21日 | 02   | 野郎船                 | 月光寺照行   | 叶弦大     | 南郷達也   | VPCA-82530 |
| 3 | 2012年 2月22日  | 01   | 秋海棠                 | 本橋夏蘭     | 杉本眞人   | 丸山雅仁   | VPCA-82575 |
| 3 | 2012年 2月22日  | 02   | たんぽぽ               | 槙桜子       | 三条ひろし | 丸山雅仁   | VPCA-82575 |
| 4 | 2014年 9月24日  | 01   | 啄木哀傷               | 菊地新       | 宮本龍二   | 丸山雅仁   | VPCA-82804 |
| 4 | 2014年 9月24日  | 02   | みんなみんな生きている | いりやまきち | 宮本龍二   | 丸山雅仁   | VPCA-82804 |
| 4 | 2014年 9月24日  | 03   | ロマン探しのふたり旅   | いりやまきち | 宮本龍二   | 丸山雅仁   | VPCA-82804 |
| 5 | 2016年 11月23日 | 01   | おとこの挽歌           | 本橋夏蘭     | 岡千秋     | 川端マモル | VPCA-82823 |
| 5 | 2016年 11月23日 | 02   | ふるさと慕情           | 中山みきを   | 麻未敬周   | 川端マモル | VPCA-82823 |
| 6 | 2018年 9月19日  | 01   | 北上川旅情             | 仲邑かおる   | 仲邑かおる | 吉田真央   | VPCA-82839 |
| 6 | 2018年 9月19日  | 02   | 夢の彼方へ             | 仲邑かおる   | 仲邑かおる | 吉田真央   | VPCA-82839 |
| 7 | 2023年 6月21日  | 01   | なにやってんだ俺       | 本橋夏蘭     | 杉本眞人   | 西村幸輔   | FBCM-257   |
| 7 | 2023年 6月21日  | 02   | 懐古〜ノスタルジア〜   | 本橋夏蘭     | 杉本眞人   | 西村幸輔   | FBCM-257   |
| 8 | 2025年 6月25日  | 01   | みれんだね俺           | たきたひなこ | 杉本眞人   | 南郷達也   | FBCM-264   |
| 8 | 2025年 6月25日  | 02   | ありがとう盛岡         | たきたひなこ | 杉本眞人   | 南郷達也   | FBCM-264   |

### アルバム
| 発売日        | タイトル         | 規格品番   |
| ------------- | ---------------- | ---------- |
| 2020年6月24日 | 今日のめぐり逢い | VPCA-84187 |

## 出演

### テレビ
- 「第2回いわて紅白歌合戦」（IBC岩手放送 2012)
- 「第3回いわて紅白歌合戦」（IBC岩手放送 2013)
- 「第4回いわて紅白歌合戦」（IBC岩手放送 2014)
- 「第5回いわて紅白歌合戦」（IBC岩手放送 2015)
- 「第6回いわて紅白歌合戦」（IBC岩手放送 2016)
- 「第7回いわて紅白歌合戦」（IBC岩手放送 2017)

### ラジオ
- 「第1回いわて紅白歌合戦」（IBC岩手放送 2011)
- 「三浦わたると歌仲間」（IBC岩手放送 2007 - 放送中)

### その他
- くずまき高原牧場祭り（2005 - )
- 浮牛城祭り 殿様役（2017)